# لوري لامبرت
لوري لامبرت هي لاعب هوكي الحقل كندية، ولدت في 18 نوفمبر 1960.

## وصلات خارجية
- لوري لامبرت على موقع أوليمبيديا (الإنجليزية)